# Miguel Ángel Lotina
Miguel Ángel Lotina Oruechebarría, né à Meñaca (Pays basque, Espagne) le 18 juin 1957, est un footballeur espagnol reconverti en entraîneur.

## Biographie
Lotina effectue l'essentiel de sa carrière de joueur avec Logroñés où il est attaquant.
Devenu entraîneur, Miguel Ángel Lotina remporte la Coupe d'Espagne en 2006 avec l'Espanyol de Barcelone. 
Il a la malchance de descendre deux saisons de suite en Deuxième division : en 2011 avec le Deportivo La Corogne et en 2012 avec Villarreal CF.
En janvier 2014, il est recruté par le club chypriote d'Omonia Nicosie mais il est limogé un mois plus tard.
De juillet à septembre 2014, Lotina entraîne le club de Al-Shahaniya Sports Club au Qatar.
En juillet 2015, il retourne à Al-Shahaniya et parvient à faire monter le club en D1.
Depuis 2019, il entraine Cerezo Osaka.

## Palmarès comme entraîneur
Avec l'Espanyol de Barcelone :
- Coupe d'Espagne : 2006.